# 千種地区乗合タクシー
千種地区乗合タクシー（ちくさちくのりあいタクシー）は、岡山市東区にて運行されている予約制乗合タクシー。愛称はモモタク。

## 概要
- 岡山市東区の千種地区では、地域住民の買い物や通院等の日常生活に必要な移動手段を確保することを目的として、千種学区の公共交通を推進する委員会がキリンタクシー本社営業所に委託する形で運行開始した。
- 運賃は区間により異なっている。
  - 千種地区（万富駅周辺 - 各集落）のみの場合は1回利用大人300円、子供200円、6歳未満は無料。
  - 瀬戸駅周辺にまたがって利用する場合は1回利用大人500円、子供400円、6歳未満は無料。
  - 高齢者・障害者は障害者手帳（身体障害者手帳・療育手帳・精神障害者保健福祉手帳）等・「おかやま愛カード」（運転経歴証明書）の提示で100円割引。
- 月曜日・水曜日・金曜日のみ運行。ただし、祝日の場合は運休。
- 運行は、キリンタクシー本社営業所に委託されている。
- 予約制を採用しており、キリンタクシー本社営業所まで電話予約が必要。
- トヨタ・ジャパンタクシー（5人乗り）を使用している。

## 沿革
- 2019年3月 - 試験運行開始。
- 2020年4月1日 - 本格運行開始[2]。

## 路線
- 瀬戸駅周辺 - 千種地区（万富駅周辺 - 各集落）
  - 月曜日・水曜日・金曜日のみ運行。ただし、祝日の場合は運休。

## 車両
- トヨタ・ジャパンタクシー（5人乗り）を使用している。

## 備考
- 運行経費は岡山市が90%、地元が10%を負担している。そのため、運行経費の一部を青空市で賄っている[3][4]。